# دولگرلی (آرهاوی)
دولگرلی (به ترکی استانبولی: Dülgerli، به ارمنی: Պատաջուր Ներքին) یک منطقهٔ مسکونی در ترکیه است که در آرهاوی واقع شده‌است. دولگرلی ۲۳۵ نفر جمعیت دارد.